# 1899 no desporto

## Eventos

### Atletismo
- 19 de abril —  Lawrence Brignolia vence a 3ª Maratona de Boston, com o tempo de 2 horas, 54 minutos e 38 segundos.[1]

### Boxe
- 17 de janeiro —  George Dixon mantém o cinturão de campeão mundial dos peso-pena (conquistado em 1890), ao derrotar  Young Pluto com um nocaute no décimo de 20 assaltos. A luta ocorreu no Lenox Athletic Club, em Nova Iorque (Estados Unidos).[2]
- 1º de março —  Tommy Ryan mantém o cinturão de campeão mundial dos peso-médios (conquistado no ano anterior), ao derrotar  Charley Johnson com um nocaute no oitavo de 20 assaltos. A luta ocorreu no Whittington Park, em Hot Springs (Estados Unidos).
- 10 de março —  Mysterious Billy Smith mantém o cinturão de campeão mundial dos meio-médios (conquistado no ano anterior), ao derrotar  Kid Lavigne com um nocaute técnico (TKO) no décimo quarto de 20 assaltos. A luta ocorreu no Woodward's Pavilion, em San Francisco (Estados Unidos).
- 9 de junho —  James J. Jeffries é campeão mundial dos pesos-pesados, ao derrotar  Bob Fitzsimmons com um nocaute no décimo primeiro de 20 assaltos. A luta ocorreu no Coney Island Athletic Club, em Nova Iorque (Estados Unidos).[3]
- 3 de julho —  Frank Erne mantém o cinturão de campeão mundial de peso-leve (conquistado no ano anterior), ao derrotar  Kid Lavigne por pontos em 20 assaltos. A luta ocorreu no Hawthorne Athletic Club, em Buffalo (Estados Unidos).[4]
- 12 de setembro —  Terry McGovern é campeão mundial de peso-galo, ao derrotar  Thomas Pedlar Palmer com um nocaute no primeiro de 25 assaltos. A luta ocorreu no Westchester Athletic Club, em Eastchester (Estados Unidos).[5]

### Ciclismo
- 2 de abril —  Albert Champion vence a prova Paris-Roubaix, com o tempo de 8 horas, 22 minutos e 53 segundos.
- 28 de maio —  Constant Huret vence a prova Bordeaux-Paris.[6]

### Críquete
- 15 de novembro — Fundação do  Clube Internacional de Cricket, na cidade de Salvador.

### Futebol
- 8 de janeiro — Fundação do  SK Rapid Wien, na cidade de Viena.[7]
- 4 de fevereiro — Fundação do  Werder Bremen, na cidade de Bremen.[8]
- 16 de fevereiro — Fundação do  Knattspyrnufélag Reykjavíkur, na cidade de Reykjavík.[9]
- 8 de março — Fundação do  Eintracht Frankfurt, na cidade de Frankfurt am Main.[10]
- 12 de março — O  Anglo-American Club conquista o Campeonato Suíço de Futebol, ao derrotar o  BSC Old Boys por 7 a 0 em Zurique (Suíça).
- 8 de abril — A  Seleção da Inglaterra conquista o British Home Championship, ao derrotar a  Seleção da Escócia por 2 a 1 em Birmingham (Inglaterra).
- 9 de abril — Fundação do  Cercle Brugge, na cidade de Bruges.[11]
- 15 de abril — O  Sheffield United conquista a Copa da Inglaterra, ao derrotar o  Derby County por 4 a 1 no Crystal Palace, em Londres (Inglaterra).[12]
- 16 de abril
  - O  Genoa conquista o Campeonato Italiano de Futebol, ao derrotar o  Internazionale Torino por 3 a 1 no Ponte Carrega, em Génova (Itália).
  - O  RFC de Liège conquista o Campeonato Belga de Futebol, ao derrotar o  FC Bruges por 4 a 3.
- 17 de abril — Fundação do  VfL Osnabrück, na cidade de Osnabrück.[13]
- 26 de abril — O  Aston Villa conquista o Campeonato Inglês de Futebol, ao derrotar o  Liverpool por 5 a 0 no Estádio Villa Park, em Birmingham (Inglaterra).
- 3 de maio — Fundação do  Ferencváros TC, na cidade de Budapeste.[14]
- 7 de maio — O  RAP conquista a primeira edição da Copa dos Países Baixos, ao derrotar o  HVV por 1 a 0.
- 13 de maio — Fundação do  Esporte Clube Vitória, na cidade de Salvador.[15]
- 14 de maio — Fundação do  Club Nacional de Football, na cidade de Montevidéu.[16]
- 9 de junho — Fundação do  Club Atlético Chalaco, na cidade de El Callao.
- 1º de julho — Fundação do  TSG 1899 Hoffenheim, na cidade de Sinsheim.
- 6 de agosto — O  Örgryte IS conquista a Svenska Mästerskapet (o Campeonato Sueco de Futebol da época), ao derrotar o  Göteborgs FF por 4 a 0.
- 10 de agosto — Fundação do  Viking Fotballklubb, na cidade de Stavanger.
- 19 de agosto — Fundação do  Sport Club Internacional, na cidade de São Paulo.
- 20 de agosto — Fundação do  FSV Frankfurt, na cidade de Frankfurt am Main.
- 4 de setembro — Inauguração do estádio White Hart Lane, em Tottenham (Inglaterra), com um amistoso vencido pelo  Tottenham Hotspur por 4 a 1 sobre o  Notts County.
- 7 de setembro — Fundação do  Sport Club Germânia, na cidade de São Paulo.
- 9 de setembro — O  Belgrano Athletic Club conquista o Campeonato Argentino de Futebol em Buenos Aires (Argentina).
- 21 de setembro — Fundação do  Stuttgarter Kickers, na cidade de Stuttgart.
- 28 de novembro — Fundação do  Vác-Újbuda LTC, na cidade de Vác.
- 29 de novembro — Fundação do  Fútbol Club Barcelona, na cidade de Barcelona.
- 1º de dezembro — Fundação do  Club Atlético Argentino de Quilmes, na cidade de Quilmes.
- 16 de dezembro — Fundação da  Associazione Calcio Milan, na cidade de Milão.
- Fundação da  Olympique de Marseille, na cidade de Marselha.

### Futebol gaélico
- 5 de fevereiro — O  Dublin GAA conquista o 10º All-Ireland Senior Football Championship em Dublin (Irlanda).

### Golfe
- Harry Vardon vence o British Open no Royal St George's Golf Club, em Sandwich (Inglaterra).
- Willie Smith vence o U.S. Open no Baltimore Country Club, em Lutherville-Timonium (Estados Unidos).[17]

### Hóquei em campo
- O  Racing Club de France é campeão da primeira edição do Campeonato Francês de Hóquei em Campo.

### Hóquei no gelo
- 18 de fevereiro — O  Montreal Victorias é campeão da Copa Stanley, derrotando o  Winnipeg Victorias por 5 a 3.
- 4 de março — O  Montreal Shamrocks conquista a primeira edição do Canadian Amateur Hockey League (CAHL).
- 14 de março — O  Montreal Shamrocks é campeão da Copa Stanley, derrotando o  Queen's University por 6 a 2.

### Iatismo
- 20 de outubro —  Charlie Barr, a bordo do iate Columbia, vence a America's Cup, ao derrotar o desafiante Shamrock I numa série de melhor de três em Nova Iorque (Estados Unidos).[18]

### Patinação no gelo
- No Campeonato Europeu, realizado em Davos (Suíça), a medalha de ouro ficou com  Ulrich Salchow;  Gustav Hügel ficou com a prata e  Ernst Fellner com o bronze.

### Remo
- 25 de março — O  Cambridge University Boat Club vence a tradicional regata The Oxford & Cambridge Boat Race.

### Rugby
- 30 de abril — O  Stade Bordelais conquista o Campeonato Francês de Rugby, derrotando o  Stade Français na final por 5 a 3, no Route du Médoc, em Bouscat (França).
- O  Oldham Roughyeds conquista a Challenge Cup, derrotando o  Hunslet Hawks na final por 19 a 9, em Manchester (Inglaterra).

### Tênis
- 18 de setembro — O Cincinnati Open é disputado pela primeira vez. Na final do masculino,  Nat Emerson vence  Dudley Sutphin por 3 a 0 (8-6, 6-1 e 10-8). No feminino,  Myrtle McAteer vence  Juliette Atkinson por 3 a 1 (7-5, 6-1, 4-6 e 8-6).
- Na final do 23º Torneio de Wimbledon,  Reginald Doherty conquista o tricampeonato, ao vencer  Arthur Gore por 3 a 2 (1-6, 4-6, 6-3, 6-3 e 6-3). No feminino,  Blanche Bingley Hillyard vence  Charlotte Cooper por 2 a 0 (6-2 e 6-3).
- Na final do 19º US Open,  Malcolm Whitman vence  J. Parmly Paret por 3 a 1 (6-1, 6-2, 3-6 e 7-5). No feminino,  Marion Jones vence  Maud Banks por 3 a 0 (6-1, 6-1 e 7-5).
- Na final do 9º Torneio de Roland-Garros,  Paul Aymé vence  Paul Lebreton. No feminino,  Françoise Masson foi a campeã.

### Turfe
- Fred Taral e seu cavalo Manuel vencem o Kentucky Derby, em Louisville (Estados Unidos).
- Richard Clawson e seu cavalo Half Time vencem o Preakness Stakes, em Baltimore (Estados Unidos).
- Richard Clawson e seu cavalo Jean Bereaud vencem o Belmont Stakes, em Elmont (Estados Unidos).
- George Williamson e seu cavalo Manifesto vencem o Grand National, em Liverpool (Inglaterra).
- Otto Madden e seu cavalo Musa vencem o Epsom Oaks, em Epsom (Inglaterra).
- Morny Cannon e seu cavalo Flying Fox vencem o Epsom Derby, em Epsom (Inglaterra).
- Morny Cannon e seu cavalo Flying Fox vencem o 2000 Guineas Stakes, em Newmarket (Inglaterra).
- Morny Cannon e seu cavalo Flying Fox vencem o St. Leger Stakes, em Doncaster (Inglaterra).
- Tod Sloan e seu cavalo Sibola vencem o 1000 Guineas Stakes, em Newmarket (Inglaterra).
- Tom Lane e seu cavalo Sesara vencem o Poule d'Essai des Pouliches, em Paris (França).
- Tom Lane e seu cavalo Perth vencem o Poule d'Essai des Poulains, em Paris (França).
- F. Fearis e seu cavalo Gobseck vencem o Grosser Preis von Baden, em Baden-Baden (Alemanha).
- R. J. Mason e seu cavalo Butter Scotch vencem o Queen's Plate, em Toronto (Canadá).
- V. Turner e seu cavalo Merriwee vencem o Melbourne Cup, em Melbourne (Austrália).

### Xadrez
- 30 de maio - Torneio de xadrez de Londres de 1899, vencido por Emanuel Lasker.[19]

## Nascimentos
| Data            | Nome                    | Profissão            | Nacionalidade  | Observações | Ref                 |
| --------------- | ----------------------- | -------------------- | -------------- | ----------- | ------------------- |
| 1º de janeiro   | Jack Beresford          | remador              | Inglaterra     | m. 1977     | [ 20 ]              |
| 17 de janeiro   | Amsel Ignác             | futebolista          | Hungria        | m. 1974     | [carece de fontes?] |
| 23 de janeiro   | Luigi Burlando          | futebolista          | Itália         | m. 1967     | [carece de fontes?] |
| 27 de janeiro   | Bibb Falk               | jogador de beisebol  | Estados Unidos | m. 1989     | [ 21 ]              |
| 7 de fevereiro  | Earl Whitehill          | jogador de beisebol  | Estados Unidos | m. 1954     | [ 22 ]              |
| 7 de fevereiro  | René Crabos             | jogador de rugby     | França         | m. 1964     | [ 23 ]              |
| 17 de fevereiro | Leo Najo                | jogador de beisebol  | México         | m. 1978     | [ 24 ]              |
| 26 de fevereiro | Marcel Dangles          | futebolista          | França         | m. 1974     | [ 25 ]              |
| 9 de março      | Jules Devaquez          | futebolista          | França         | m. 1971     | [ 26 ]              |
| 15 de março     | Arie Bieshaar           | futebolista          | Países Baixos  | m. 1965     | [ 27 ]              |
| 15 de março     | Margot Moe              | patinadora artística | Noruega        | m. 1988     | [ 28 ]              |
| 3 de abril      | David Jack              | futebolista          | Inglaterra     | m. 1958     | [ 29 ]              |
| 29 de abril     | Aldo Nadi               | esgrimista           | Itália         | m. 1965     | [ 30 ]              |
| 3 de maio       | Paulino Uzcudun         | pugilista            | Espanha        | m. 1985     | [ 31 ]              |
| 14 de maio      | Earle Combs             | jogador de beisebol  | Estados Unidos | m. 1976     | [ 32 ]              |
| 24 de maio      | Suzanne Lenglen         | tenista              | França         | m. 1938     | [ 33 ]              |
| 19 de junho     | György Piller           | esgrimista           | Hungria        | m. 1960     | [ 34 ]              |
| 11 de julho     | Frits Kuipers           | futebolista          | Países Baixos  | m. 1943     | [ 35 ]              |
| 22 de julho     | Domingo Tejera          | futebolista          | Uruguai        | m. 1969     | [carece de fontes?] |
| 28 de julho     | Philippe Bonnardel      | futebolista          | França         | m. 1953     | [ 36 ]              |
| 29 de julho     | Walter Beall            | jogador de beisebol  | Estados Unidos | m. 1959     | [ 37 ]              |
| 3 de agosto     | Louis Chiron            | automobilista        | Mónaco         | m. 1979     | [ 38 ]              |
| 27 de agosto    | René Dedieu             | futebolista          | França         | m. 1985     | [ 39 ]              |
| 30 de agosto    | Ray Arcel               | treinador de boxe    | Estados Unidos | m. 1994     | [ 40 ]              |
| 5 de setembro   | Max Bishop              | jogador de beisebol  | Estados Unidos | m. 1962     | [ 41 ]              |
| 9 de setembro   | Waite Hoyt              | jogador de beisebol  | Estados Unidos | m. 1984     | [ 42 ]              |
| 5 de outubro    | Marcus Wallenberg       | tenista              | Suécia         | m. 1982     | [ 43 ]              |
| 8 de outubro    | René Petit              | futebolista          | França         | m. 1989     | [ 44 ]              |
| 15 de outubro   | Harry Bedford           | futebolista          | Inglaterra     | m. 1976     | [ 45 ]              |
| 30 de outubro   | Georges Capdeville      | árbitro de futebol   | França         | m. 1991     | [ 46 ]              |
| 4 de novembro   | Paul Nicolas            | futebolista          | França         | m. 1959     | [ 47 ]              |
| 6 de novembro   | Gabriel Hanot           | futebolista          | França         | m. 1968     | [ 48 ]              |
| 7 de novembro   | Oscar Andréhn           | pugilista            | Suécia         | m. 1981     | [ 49 ]              |
| 11 de novembro  | Pie Traynor             | jogador de beisebol  | Estados Unidos | m. 1972     | [ 50 ]              |
| 23 de novembro  | Manuel dos Reis Machado | capoeirista          | Brasil         | m. 1974     | [ 51 ]              |
| 2 de dezembro   | Ray Morehart            | jogador de beisebol  | Estados Unidos | m. 1989     | [ 52 ]              |
| 4 de dezembro   | Tom Farquharson         | futebolista          | Irlanda        | m. 1970     | [ 53 ]              |
| 15 de dezembro  | Harold Abrahams         | atleta               | Inglaterra     | m. 1978     | [ 54 ]              |

## Mortes
| Data           | Nome                                | Profissão   | Nacionalidade          | Observações | Ref                 |
| -------------- | ----------------------------------- | ----------- | ---------------------- | ----------- | ------------------- |
| 27 de julho    | Tassilo von Heydebrand und der Lasa | enxadrista  | Confederação Germânica | n. 1818     | [ 55 ]              |
| 2 de setembro  | Ernest Renshaw                      | tenista     | Reino Unido            | n. 1861     | [ 56 ]              |
| 13 de outubro  | Albert Allen                        | futebolista | Reino Unido            | n. 1867     | [ 57 ]              |
| 25 de dezembro | Thomas Bradshaw                     | futebolista | Reino Unido            | n. 1873     | [carece de fontes?] |